# Prins Piwi
Prins Piwi är en dansk barnfilm från 1974 i regi av Flemming Quist Møller efter ett manus av Møller, Anders Refn, Thomas Winding och Teit Jørgensen. Filmen blandar spelfilm med animerade inslag och medan Piwi spelas av fem olika barn iklädd dräkt i människornas värld.

## Handling
I landet Klynk bor pivertarna, små sorgliga varelser som alltid är bedrövade och olyckliga. För trots att landet är ett Schlaraffenland kan de exportera sina tårar. Landets tronföljare, prins Piwi, har fått tag i några veckoblad från Människornas land och läser en massa om Lyckan. Han bestämmer sig för att själv resa till Människornas land och hämta lyckan. Däremot har människorna han träffar rätt olika uppfattningar om vad Lyckan egentligen är för något. Dessutom finns det några smarta affärsmän som vill utnyttja prins Piwi kommersiellt och snart dyker gangstrar och hemliga agenter också upp.

## Rollista

### Röster
- Jesper Klein – Prins Piwi
- Bodil Kjer – Dronning Umulia Hængemule
- Christian Sievert – Dr. Depri
- Asger Quist Møller – hovkock Jean-Poul Gelé
- Pernille Grumme – kvinnoröst från veckobladet
- Allan de Waal – mansröst från veckobladet
- Thomas Winding – berättare

### Skådespelare
- Kristian Hansen – fiskaren Kristian
- Olivia Hansen – Olivia, fiskarkvinna
- Grethe Sønck – rengöringskvinna
- Katrine Jensenius – rengöringskvinna
- Helle Ryslinge – hippie-pige
- Niels Skousen – butiksdetektiv Kent Eriksen
- Judy Gringer – första hysteriska kvinnan
- Berrit Kvorning – expedit
- Per Bentzon Goldschmidt – hysterisk man
- Britta Lillesøe – andra hysteriska kvinnan
- Nils Ufer – Kurt Stålvad
- Peter Ronild – handlare Frantz Bjumwolff
- Suzanne Brøgger – fru Zaza Bjumwolff
- Lizzie Corfixen – sekreterare
- Asger Quist Møller – rymdfartsspecialisten Dr. Ib Gyldenvåge
- Per Årman – stjärnreporter Find Armod
- Morten Arnfred – pressfotograf Johnny Hans
- Kim Larsen – musiker (speedway)
- Franz Beckerlee – musiker (speedway)
- Wili Jönsson – musiker (speedway)
- Søren Berlev – musiker (speedway)
- Bente Frances – Gasolette
- Merete Irgens – Gasolette
- Mette Benthien – Gasolette
- Jørgen Ekberg – Space-light-designer Bent G. Werner
- Jens Oliver Henriksen – scenmästare
- Elith Nulle Nykjær Jørgensen – allt-i-allo Elo Tørveballe
- Stig Møller – Kleinfeld, Elos assistent
- Hans Chr. Ægidius – skådespelare Conrad Cupman
- Otto Brandenburg – yrkesmördare
- Arne Skovhus – polisassistent Aliasen
- Niels Barfoed – poliskommissarie
- Hans Cordes – underrättelsechef Walter Babelhøj
- Erik Bing – ministersekreterare Kaj Svendsen
- Leif Trier Mønsted – minister 1
- L. de la Cour – minister 2
- Søren Steen – kriminalassistent Harry Hårdknude
- Jytte Abildstrøm – kvinna bland åskådarna[2]